# Mandal kirke
Mandal kirke a Norvégia déli részében található Mandal város evangélikus egyházközségi temploma. Azután épült, hogy egy tűzvész 1810-ben elpusztította a várost. Hivatalosan 1821-ben nyitották meg. Ez volt az első jelentős új épület Norvégiában, miután az ország 1814-ben elnyerte a függetlenségét. Ezernyolcszáz ülőhelyével Norvégia legnagyobb fatemploma.
Empire-neoklasszicista stílusban épült, tervezője Jørgen Gerhard Løser.